# Joseba Arguiñano
Joseba Arguiñano Ameztoi (Zarauz, 13 de mayo de 1985) es un cocinero y presentador de televisión guipuzcoano. Es un nombre muy conocido en el mundo de la cocina vasca, siguiendo los pasos de su famoso padre, Karlos Arguiñano. Joseba, el quinto de siete hermanos, destaca por su carisma y habilidades culinarias, y se ha especializado especialmente en repostería.

## Biografía
Comenzó su carrera en la Escuela de Hostelería AIALA-Karlos Arguiñano, para luego formarse en el famoso restaurante “Akelarre” de Pedro Subijana . Su pasión por la panadería le llevó a la pastelería Escribà de Barcelona y a la escuela de Thierry Bamas en Francia, donde perfeccionó sus habilidades. También estudió en la Escuela Catalana de Panadería y en la Escuela Richemont de Suiza. 
Joseba dio sus primeros pasos profesionales en el restaurante familiar de Zarauz, y de 2011 a 2016 sustituyó a Eva Arguiñano al frente de la pastelería. Paralelamente, en 2013 abre su propio obrador llamado JA Arguiñano en Zarauz, donde elabora una amplia gama de productos de panadería, repostería y chocolatería.  Posteriormente abrió otras tiendas en los mercados de Gros y San Martín de Donostia-San Sebastián. 
También ha tenido éxito en televisión. Presenta el programa “Sukalerrian” en ETB1, donde prepara recetas fáciles junto a invitados famosos. Este programa ganó un premio FesTVal. También ha participado en los programas de ETB2 “Historias a bocados” y “Escapadas con Joseba Arguiñano”, profundizando en las raíces de la cultura gastronómica vasca. También participa en Cocina abierta de Karlos Arguiñano, en Antena 3.
En su vida personal, su pareja es Natali Fuentes y tienen dos hijos: Manex y Kaia. Viven en Zarauz y el amor de Joseba por el mar es evidente; el surf y la pesca son sus principales aficiones. También le encantan los deportes y disfruta del golf y de las actividades relacionadas con la naturaleza.